# Świątynia Ateny Alea w Tegei

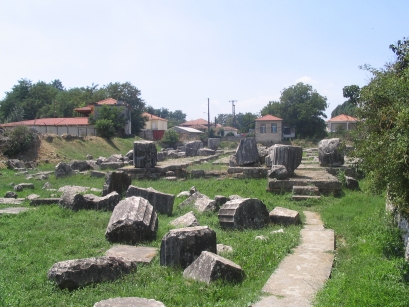
Ruiny świątyni Ateny Alea w Tegei

Świątynia Ateny Alea w Tegei – świątynia poświęcona udzielającej azylu Atenie Alea, znajdująca się w Tegei na Peloponezie.
Spalona w 394 p.n.e., została odbudowana pod kierownictwem Skopasa, który wykonał dla niej również dekorację rzeźbiarską. Stanowi przykład połączenia stylu doryckiego oraz korynckiego. 
Świątynia zbudowana na planie perypterosu o wymiarach 47,55 x 19,19 m, stoi na wypukłym stylobacie. Otacza ją kolumnada lekko nachylona ku wnętrzu budowli, licząca po 6 kolumn w fasadzie wschodniej i zachodniej (heksastylos) oraz po 14 od strony północnej i południowej. Posiadała pronaos i opistodomos. W wydłużonej celli znajdowało się dodatkowe wejście w połowie północnego muru, wewnątrz wyposażono ją w półkolumny korynckie znajdujące się zarówno na boku, jak i na tylnej ścianie pomieszczenia.
Z pożaru poprzedniej budowli ocalała statua kultowa, wykonana przez Endojosa techniką chryzelefantyny. Ponadto wewnątrz znajdowały się również posągi Asklepiosa i Higiei, autorstwa Skopasa. W przyczółkach budowli ukazano polowanie na dzika kalidońskiego oraz walkę Achillesa z Telefosem.